# Монтроуз (Південна Дакота)
Монтроуз (англ. Montrose) — місто (англ. city) в США, в окрузі Маккук штату Південна Дакота. Населення — 468 осіб (2020).

## Географія
Монтроуз розташований за координатами 43°42′0″ пн. ш. 97°11′4″ зх. д. / 43.70000° пн. ш. 97.18444° зх. д. (43.700052, -97.184334).  За даними Бюро перепису населення США в 2010 році місто мало площу 1,07 км², уся площа — суходіл.

## Демографія
Згідно з переписом 2010 року, у місті мешкали 472 особи в 191 домогосподарстві у складі 135 родин. Густота населення становила 443 особи/км².  Було 208 помешкань (195/км²).
Расовий склад населення:
| - 97,7 % — білих - 1,1 % — осіб інших рас |

До двох чи більше рас належало 1,3 %. Частка іспаномовних становила 2,3 % від усіх жителів.
За віковим діапазоном населення розподілялося таким чином: 27,8 % — особи молодші 18 років, 55,7 % — особи у віці 18—64 років, 16,5 % — особи у віці 65 років та старші. Медіана віку мешканця становила 37,2 року. На 100 осіб жіночої статі у місті припадало 87,3 чоловіків;  на 100 жінок у віці від 18 років та старших — 88,4 чоловіків також старших 18 років.
Середній дохід на одне домашнє господарство  становив 61 161 долар США (медіана — 56 071), а середній дохід на одну сім'ю — 70 060 доларів (медіана — 66 161). За межею бідності перебувало 7,5 % осіб, у тому числі 3,8 % дітей у віці до 18 років та 4,6 % осіб у віці 65 років та старших.
Цивільне працевлаштоване населення становило 247 осіб. Основні галузі зайнятості: освіта, охорона здоров'я та соціальна допомога — 17,4 %, мистецтво, розваги та відпочинок — 14,2 %, фінанси, страхування та нерухомість — 12,6 %.